# Juchymiwci
Juchymiwci (ukr. Юхимівці) – wieś na Ukrainie, w obwodzie chmielnickim, w rejonie chmielnickim, w hromadzie Narkewyczi. W 2021 liczyła 877 mieszkańców, spośród których 877 wskazało jako ojczysty język ukraiński.
Znajduje tu się stacja kolejowa Narkewyczi, położona na linii Odessa – Lwów.

## Urodzeni
- Jefim Bojczuk